# Bernard Cerquiglini
 Bernard Cerquiglini (Lió, 8 d'abril de 1947) és un lingüista francès. Antic alumne de l'École normale supérieure de Saint-Cloud, agrégé de lettres modernes i doctor en lletres, és professor de lingüística a la universitat París VII.

## Biografia
Bernard Cerquiglini és, pel seu avi patern, d'ascendència italiana de la regió de Perusa a Úmbria. Ha exercit les funcions de director de les escoles del ministeri francès de l'Educació nacional (1985-1987), de director de l' l'Institut Nacional de la Llengua Francesa, vicepresident del Consell Suprem de la Llengua Francesa (el president és dependent del Primer Ministre), Delegat General llengua francesa i les Llengües de França (dues vegades), president de l'Observatori Nacional de la Lectura. Va ser encarregat d'una missió sobre la reforma ortogràfica i un informe sobre les llengües de França, per diversos primers ministres, així com la de la feminització dels noms comercials.
El 1995 va entrar a formar part de l'Oulipo. És autor d'una « autobiogragos de l'accent circumflex » sota el títol L'Accent du souvenir, juga el paper de "guardià de la llengua" tot i que en defensa la seva evolució, i a vegades la seva simplificació.
Després ha estat director del Center for French and Francophone Studies de la Universitat de l'Estat de Louisiana a Bâton-Rouge, és des de desembre 2007 rector de l'Agència Universitària de la Francofonia.
També ha presentat l'emissió lingüística quotidiana de format curt, Merci professeur !, a TV5 Monde.

## Distincions
- Doctor honoris causa de la universitat Assane Seck Ziguinchor[5]
- Oficial de la Legió d'Honor[6]

## Publicacions
- 1979 : La Représentation du discours dans les textes narratifs du Moyen Âge français, thèse d'État de linguistique, Aix-Marseille I, 783 p.
- 1981 : La Parole médiévale : Discours, syntaxe, texte, Les Éditions de Minuit, col. « Propositions » (n°3), 252, ISBN 2-7073-0592-8.
- 1989 : Éloge de la variante : Histoire critique de la philologie, Seuil, col. « Des travaux » (n° 8), 122 p. ISBN 2-02-010433-4.
- 1991 : La Naissance du français, Presses universitaires de France, « Que sais-je ? » (n° 2576), 127 p. ISBN 2-13-043559-9, Plantilla:2e Plantilla:Éd. 1993 ISBN 2-13-044825-9, 3e éd. 2007 ISBN 978-2-13-056433-1.
- 1995 : L'Accent du souvenir, Les Éditions de Minuit, col. « Paradoxe », 165 p. ISBN 2-7073-1536-2.
- 1996 : Le Roman de l'orthographe : Au paradis des mots, avant la faute, 1150-1694, Hatier, col. « Brèves littérature », 167 p. ISBN 2-7438-0077-1
- 1997 : À travers le Jabberwocky de Lewis Carroll: Onze mots-valises dans huit traductions, préface d'Hervé Le Tellier, Le Castor astral, col. « L'Iutile », 44 p. ISBN 2-85920-307-9; repris dans La Chasse au Snark [The Hunting of the Snark: An Agony in Eight Fits], trad. Jacques Roubaud et Mériam Korichi, ill. Henry Holiday, Gallimard, col. « Folio » (n° 5045), 132 p. ISBN 978-2-07-043668-2.
- 1999 : Les Langues de la France, Rapport au Ministre de l'Éducation nationale, de la Recherche et de la Technologie.
- 2004 : La Genèse de l'orthographe française : s.XIIè-XVIIè, H. Champion, col. « Unichamp-essentiel » (n° 15), 180 p. ISBN 2-7453-0891-2.
- 2007 : Une langue orpheline, Les Éditions de Minuit, col. « Paradoxe », 228 p. ISBN 978-2-7073-1981-4.
- 2008 : Merci professeur ! : Chroniques savoureuses sur la langue française, Bayard, 328 p. ISBN 978-2-227-47709-4
- 2008 : Les Saillies du dragon, Oulipo, col. « La Bibliothèque oulipienne » (n° 166), 18 p.
- 2012 : Petites Chroniques du français comme on l'aime , Larousse, 352 p. ISBN 9782035885876

### Obres col·lectives
- 1984 : Histoire de la littérature française, avec Jacqueline Cerquiglini, Fernand Égéa, Bernard Lecherbonnier, Bernard Lehembre, et Jean-Jacques Mougenot, Nathan, col. « Beaux livres », 239 p. ISBN 2-09-297611-7.
- 1999 : Femme, j'écris ton nom... : Guide d'aide à la féminisation des noms de métiers, titres, grades et fonctions, préface de Lionel Jospin, en collaboration avec Annie Béquer, Nicole Cholewka, Martine Coutier, Josette Frécher et Marie-Josèphe Mathieu, INALF/CNRS, La Documentation française, 124 p. ISBN 2-11-004274-5.
- 2000 : Histoire de la langue française : 1945-2000, avec Gérald Antoine, CNRS Éditions, 1028 p. ISBN 2-271-05762-0.
- 2000 : Tu parles !? Le Français dans tous ses états, avec Jean-Claude Corbeil, Jean-Marie Klinkenberg et Benoît Peeters, Flammarion.

### Edició crítica
- 1981 : Le Roman du Graal, par Robert de Boron, d'après le manuscrit de Modène, Union générale d'édition, col. « 10/18 » (n° 1412), série « Bibliothèque médiévale », 307 p. ISBN 2-264-00336-7.

### Traduction
- 1975 : Questions de sémantique [Studies on semantics in generative grammar], par Noam Chomsky, Seuil, col. « L'ordre philosophique » (n° 22), 230 p. ISBN 2-02-002748-8.

### Prefaci
- 2002 : Le Dictionnaire des mots et expressions de couleur du s. XXè : Le rose, par Annie Mollard-Desfour, CNRS Éditions, col. « CNRS Dictionnaires », 287 p. ISBN 2-271-05993-3.
- 2010 : Dictionnaire des écrivains francophones classiques : Afrique subsaharienne, Caraïbe, Maghreb, Machrek, océan Indien, par Christiane Chaulet Achour, avec Corinne Blanchaud, avant-propos de Jean-Marc Moura, H. Champion, col. « Champion les dictionnaires », 472 p. ISBN 978-2-7453-2126-8